# Повстанюк Михайло Григорович
Михайло Григорович Повстанюк (2 липня 1948, Одеса — 29 жовтня 2018) — заслужений архітектор України, дійсний член Інженерної академії України (академік), професор, член Національної спілки архітекторів України, проектував і брав участь у будівництві понад 350 об'єктів. Його роботи відзначені численними нагородами. Генеральний директор фірми «Архпроект-МДМ».